# Ferma drobiu

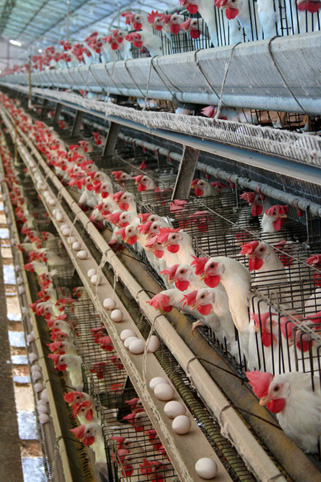
Kurczaki na fermie drobiu w Brazylii

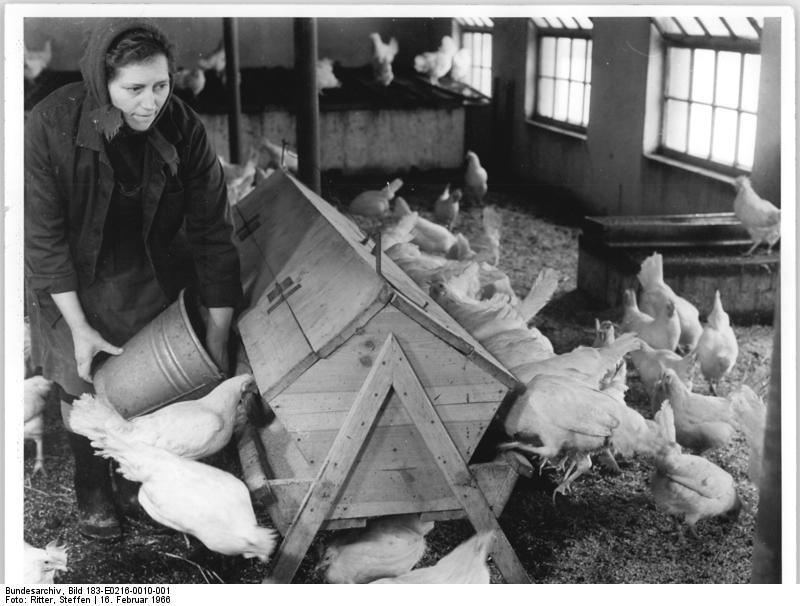
Wnętrze fermy drobiu w Niemczech (1966)

Ferma drobiu – rodzaj fermy. Wydzielona, specjalistyczna jednostka organizacyjna, wyizolowana przestrzennie i odpowiednio zabezpieczona sanitarnie, stosownie wyposażona, zajmująca się chowem, a czasem także hodowlą drobiu.

## Podział
W zależności od zadań fermy drobiu dzielą się na:
- zarodowe – prowadzące hodowlę jednego gatunku drobiu, celem podtrzymywania, udoskonalania i rozmnażania rodów i linii hodowlanych,
- reprodukcyjne – otrzymujące z ferm zarodowych materiał hodowlany, który wychowują, chowają i rozmnażają oraz krzyżują,
- produkcyjne (towarowe) – prowadzące intensywny chów drobiu dla celów komercyjnych. Fermy produkcyjne podejmują dwa zasadnicze kierunki produkcji:
  - jaj konsumpcyjnych,
  - mięsa drobiowego (głównie brojlernie).

## Organizacja
Teren przeznaczony na lokalizację fermy drobiu winien być suchy, przepuszczalny, lekko wyniesiony ponad okolicę, zapewniający szybki odpływ wód opadowych, o niskim poziomie wód gruntowych. Lokalizacja powinna być oddalona od rzeźni odbierającej drób do uboju nie bardziej niż 70 km. Budynek, w którym przebywają ptaki, musi mieć dogodne połączenie z drogami, zabezpieczenie wody pitnej, elektryczności, odprowadzania ścieków, orientowanie na osi północ-południe. Powinna także istnieć możliwość wzniesienia szop i wiat w minimalnej odległości 100 metrów od wychowalni. Całość musi być ogrodzona parkanem, tak aby nie mogło do wewnątrz wtargnąć ptactwo domowe z okolicy (możliwość zainfekowania) oraz psów, kotów i dzikich zwierząt. Ferma drobiu powinna posiadać odpowiedni poziom zabezpieczenia sanitarnego, np. baseny i maty dezynfekcyjne dla osób i pojazdów, śluzy sanitarne i inne. Osoby pracujące w fermie drobiu nie mogą stykać się z innym drobiem oraz odwiedzać innych obiektów drobiarskich.